# گورنو سلو
گورنو سلو (به بلغاری: Gorno Selo) یک منطقهٔ مسکونی در بلغارستان است که در استان صوفیه واقع شده‌است.